# Мончковский, Владислав
Владисла́в Мончко́вский (пол. Władysław Mączkowski, 24 июня 1911, Оцёнж, Великопольское воеводство — 20 августа 1942, Дахау, Бавария) — блаженный Римско-католической церкви, священник, мученик. Входит в число 108 блаженных польских мучеников, беатифицированных Римским папой Иоанном Павлом II во время его посещения Варшавы 13 июня 1999 года.

## Биография
В 1937 году Владислав Мончковский был рукоположён в священника примасом Августом Глондой. С начала оккупации Германией Польши во время Второй мировой войны исполнял свои пастырские обязанности в подпольных условиях, за что был арестован 26 августа 1940 года и отправлен в концентрационный лагерь Дахау, где погиб 20 августа 1942 года.

## Прославление
13 июня 1999 года Владислав Мончковский был беатифицирован Римским папой Иоанном Павлом II вместе с другими польскими мучениками Второй мировой войны.
День памяти в Католической церкви — 12 июня.

## Источник
- Pamięć o ks. Mączkowskim, wikariuszu szubińskiej parafii pw. św. Marcina (пол.)